# 大百科新聞社
株式會社大百科新聞社（日语：株式会社大百科ニュース社）是營運「Niconico大百科」和「Niconico新聞」的角川多玩國全資子公司。